# Sarnoff Mountains
Die Sarnoff Mountains sind ein 40 km langer und 6,5 bis 13 km breiter Gebirgszug im westantarktischen Marie-Byrd-Land. In den Ford Ranges ragen sie zwischen dem Arthur- und dem Boyd-Gletscher auf.
Das westliche Ende dieses Gebirges wurde beim Überflug am 5. Dezember 1929 im Rahmen der Byrd Antarctic Expedition (1928–1930) entdeckt und anhand von dabei entstandenen Luftaufnahmen grob kartiert. Genauere Kartierungen erfolgten bei Byrds zweiter Antarktisexpedition (1933–1935) und bei der United States Antarctic Service Expedition (1939–1941). Namensgeber ist David Sarnoff (1891–1971), Geschäftsführer der Radio Corporation of America, welche die Funkausrüstung für Byrds zweite Antarktisexpedition zur Verfügung stellte.